# سپرده قانونی
سپرده قانونی (انگلیسی: Bank reserves) یا ذخیره بانکی سپرده‌ای است که بانک‌ها در حساب‌های خود نزد بانک مرکزی دارند یا وجوه نقدی که در مخازن خود نگهداری می‌کنند. در برخی کشورها بانک‌های مرکزی حداقلی را به عنوان سپرده قانونی تعیین می‌کنند که برابر با درصدی از بدهی بانک‌ها (یا در واقع سپرده مشتریان بانک‌ها) است. گاهی حتی در صورتی که مقرراتی در ارتباط با سپرده قانونی وجود نداشته باشد، بانک‌ها خود اقدام به نگهداری ذخیره برای وقایع پیش‌بینی‌نشده‌ای همچون هجوم ناگهانی مردم برای برداشت از حساب‌هایشان یا بحران بانکی
می‌کنند که به آن ذخیره ویژه یا اختیاری گفته می‌شود.
استفاده از واژه ذخیره برای سپرده قانونی از دیدگاه حسابداری ممکن است گمراه‌کننده باشد، زیرا ذخایر در حسابداری به‌طور معمول بخشی از حقوق صاحبان سهام یک شرکت محسوب می‌شوند و بنابراین همراه با بدهیها در سمت چپ ترازنامه طبقه‌بندی می‌شوند، در صورتی که سپرده‌های قانونی بخشی از داراییهای یک بانک محسوب می‌شوند و در گزارش سالانه بانک‌ها تحت عنوان موجودی نقدی نزد بانک مرکزی طبقه‌بندی می‌شوند.

## نسبت سپرده قانونی
به درصدی از سپرده مشتریان بانک‌ها که طبق مقررات بانک مرکزی، بانک‌ها موظف به سپرده‌گذاری آن نزد بانک مرکزی هستند، نسبت سپرده قانونی گفته می‌شود و از جمله ابزارهای سیاست پولی بانک مرکزی است. بانک مرکزی از طریق افزایش نسبت سپرده قانونی حجم تسهیلات اعطایی بانک‌ها را منقبض و از طریق کاهش آن، اعتبارات بانک‌ها را منبسط می‌کند. در ایران مطابق قانون پولی و بانکی نسبت سپرده قانونی از ۱۰ درصد کمتر و از ۳۰ درصد بیشتر نخواهد بود و بانک مرکزی ممکن است برحسب ترکیب و نوع فعالیت بانک‌ها نسبت‌های متفاوتی برای آن تعیین کند.